# Association des athlètes amateurs de Montréal
 (août 2023).
L'Association des athlètes amateurs de Montréal, en anglais Montreal Amateur Athletic Association (MAAA), est une association de sport de Montréal (Canada). Elle a été fondée en 1881 et a joué un rôle prédominant dans l'évolution et le développement sportif à Montréal, au Québec et au Canada. Depuis 1905, son siège social est situé sur la rue Peel.

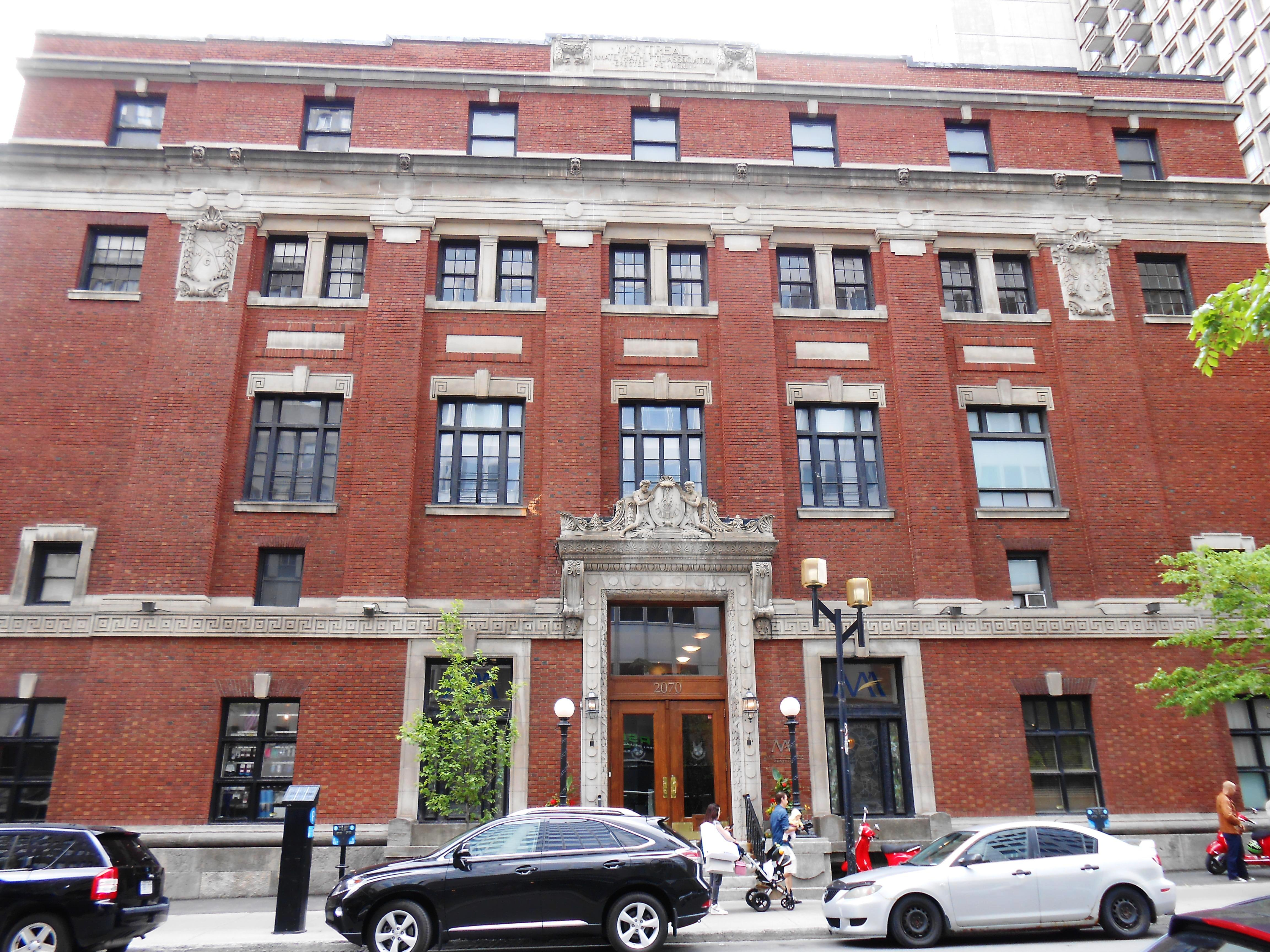
Édifice de l'Association des athlètes amateurs de Montréal

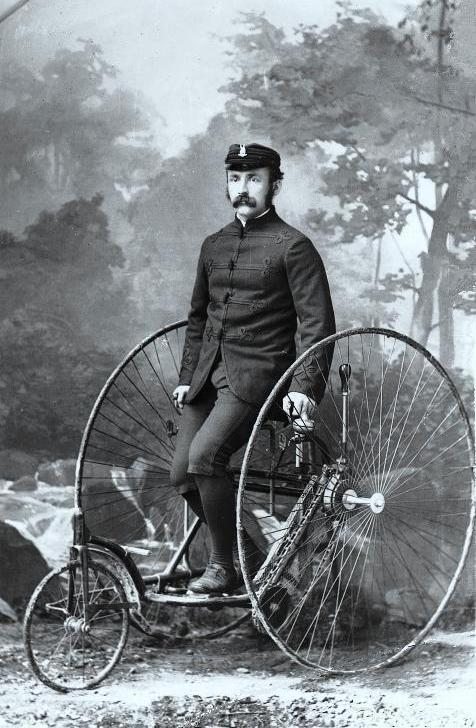
Monsieur McLeod, Bicycle Club, Montréal, 1885

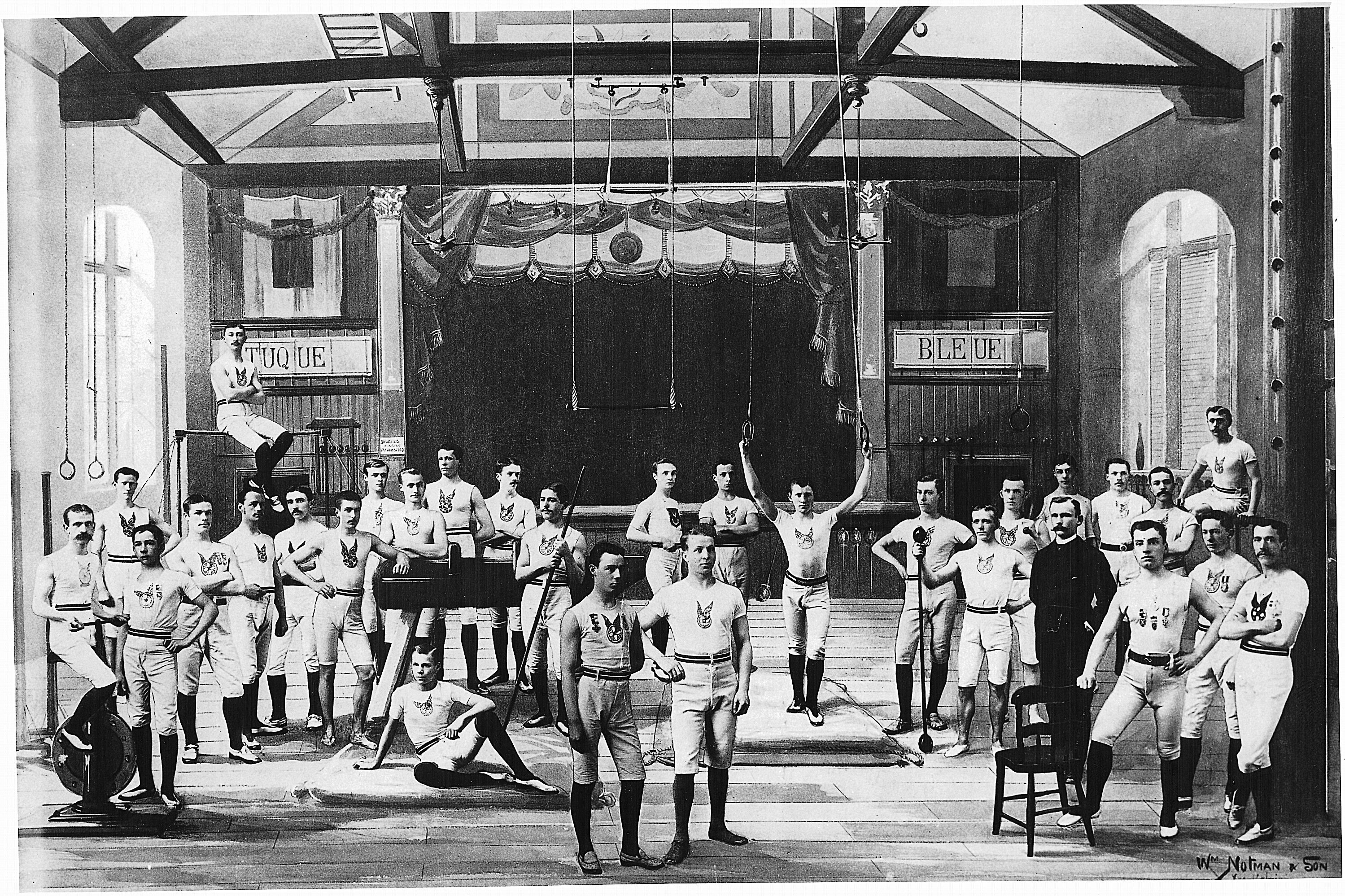
Groupe de gymnastes de la MAAA, Montréal, 1887

## Historique
En 1881, l'Association des athlètes amateurs de Montréal, appelée en anglais la Montreal Amateur Athletic Association, est créée en réunissant trois clubs sportifs déjà bien établis, soit le Montreal Lacrosse Club, le Montreal Bicycle Club et le Club des raquetteurs de Montréal,.
Dans les années suivant sa fondation, d'autres clubs sportifs se joignent au MAAA. En 1886, celui-ci comprend comme clubs affiliés, outre les trois clubs fondateurs, le Club de tobbogan Tuque bleue et le Montreal Football Club. À ceux-ci s'ajoutent en tant que clubs associés le Montreal Hockey Club (en), le Montreal Fencing Club, le MAAA Chess Club, le MAAA Dramatic Club et le MAAA Cinderella Club. Plusieurs des équipes de la MAAA utilisent le surnom de Winged Wheelers, dont celles de crosse, de football canadien et de basketball.
Au début de son existence le MAAA utilise pour les sports extérieurs le Terrain de cricket de Montréal ainsi que le terrain de crosse adjacent. Quand ces terrains sont vendus en 1887, le club acquiert et aménage un vaste terrain à Westmount, le Terrain de la MAAA ou MAAA Grounds, dont il reste propriétaire jusqu'en 1936.
L'emblème du club est une roue ailée, image héritée d'une de ses premières composantes, le Montreal Bicycle Club. En 1932, James E. Norris, ancien membre de l'association, adapte ce logo avec la couleur rouge pour les Red Wings de Détroit de la Ligue nationale de hockey, qu'il vient d'acquérir.

### Depuis les années 1990
Au début des années 1990, l'association éprouve des difficultés et frôle la faillite en 1998. Pour se redresser, elle délaisse son statut de club privé et sera renommée le Club Sportif MAA. Elle demeure tout de même familièrement appelée MAAA.

## Faits marquants
- 1883 : Participe à l'organisation du tournoi de hockey du Carnaval d'hiver de Montréal.
- 1888 : Ouverture des terrains sportifs de Westmount.
- 1893 : L'équipe de hockey sur glace de l'association gagne la première Coupe Stanley puis la seconde en 1894.
- 1902 : L'équipe de hockey gagne une troisième fois la Coupe Stanley.
- 1903 : L'équipe gagne sa dernière coupe Stanley.
- 1904 : Étienne Desmarteau membre de l'association gagne la médaille d'or au lancer de poids aux IIe Jeux olympiques d'été à Saint Louis aux États-Unis.
- 1905 : Construction du club house. Un édifice est construit pour la MAAA. Il est une conception des architectes associés John Melville Miller et David Robertson Brown[12].
- 1912 : George Hodgson membre de l'association est double médaille d'or aux Jeux Olympiques d'été à Stockholm (Suède) (400 m et 1 500 m nage libre).
- 1920 : Russell Wheeler, membre de l'association est le champion canadien de patinage de vitesse.
- 1931 : L'équipe de football de l'association gagne sa première et seule Coupe Grey.
- 1936 : Vente des terrains de Westmount.
- 1999 : Réouverture officielle du Club Sportif MAA

## Équipes de sport

### Hockey sur glace

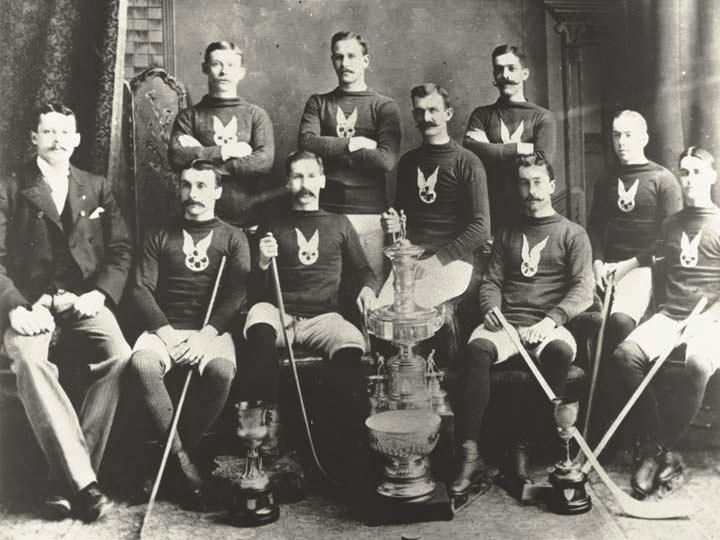
Première Coupe Stanley, 1893

L'Association des athlètes amateurs de Montréal possède une section de hockey sur glace qui joue dans plusieurs ligues successivement. Ainsi, elle joue dans l'Association de hockey amateur (1892 à 1898) puis dans la Canadian Amateur Hockey League (1898-1905) et enfin dans l'Eastern Canada Amateur Hockey Association (1905-1908).
- Palmarès
  - Coupe Stanley : 1893[13], 1894, mars 1902[14] et février 1903[15],[16].
  - Vainqueur de la saison de l'Association amateur de hockey : 1893 et 1894[13].
  - Vainqueur de la saison de la Ligue canadienne de hockey amateur : 1902[15].
  - Coupe Allan : 1930[17].

### Football canadien
Le Montreal Football Club, fondé en 1872, est associé au MAAA de 1885 à 1932. Il est membre de la Quebec Rugby Football Union de 1883 à 1906 et de la Interprovincial Rugby Football Union de 1907 à 1935.
- Palmarès
  - Championnat du Dominion : 1884, 1907.
  - Champion de la saison régulière de l'IRFU : 1919[18]
  - Coupe Grey: 1931[7]